# Steiger (Patrizierfamilie, mit dem weissen Bock)

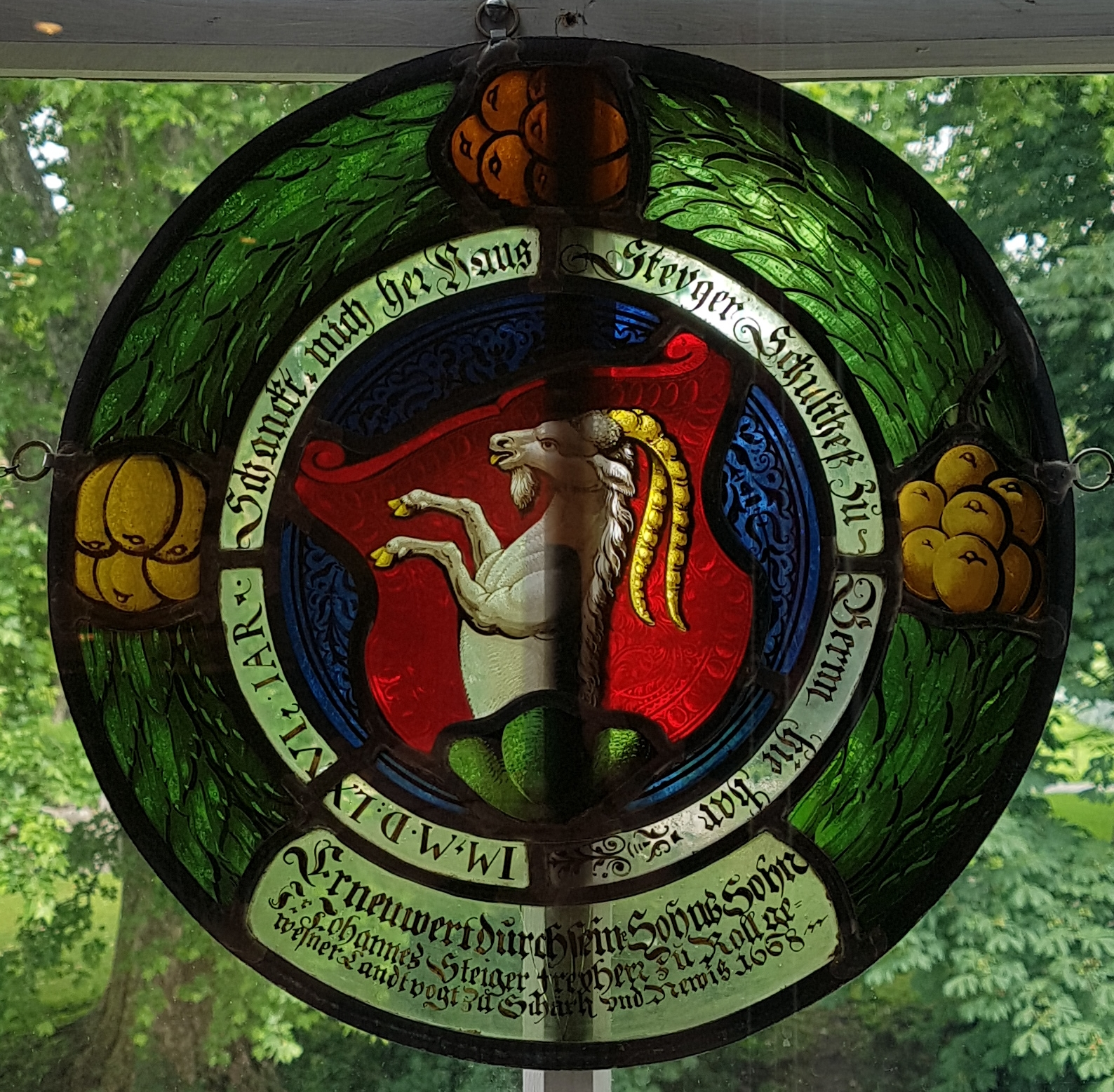
Schloss Münsingen, Kabinettscheibe mit Wappen Steiger (1668)

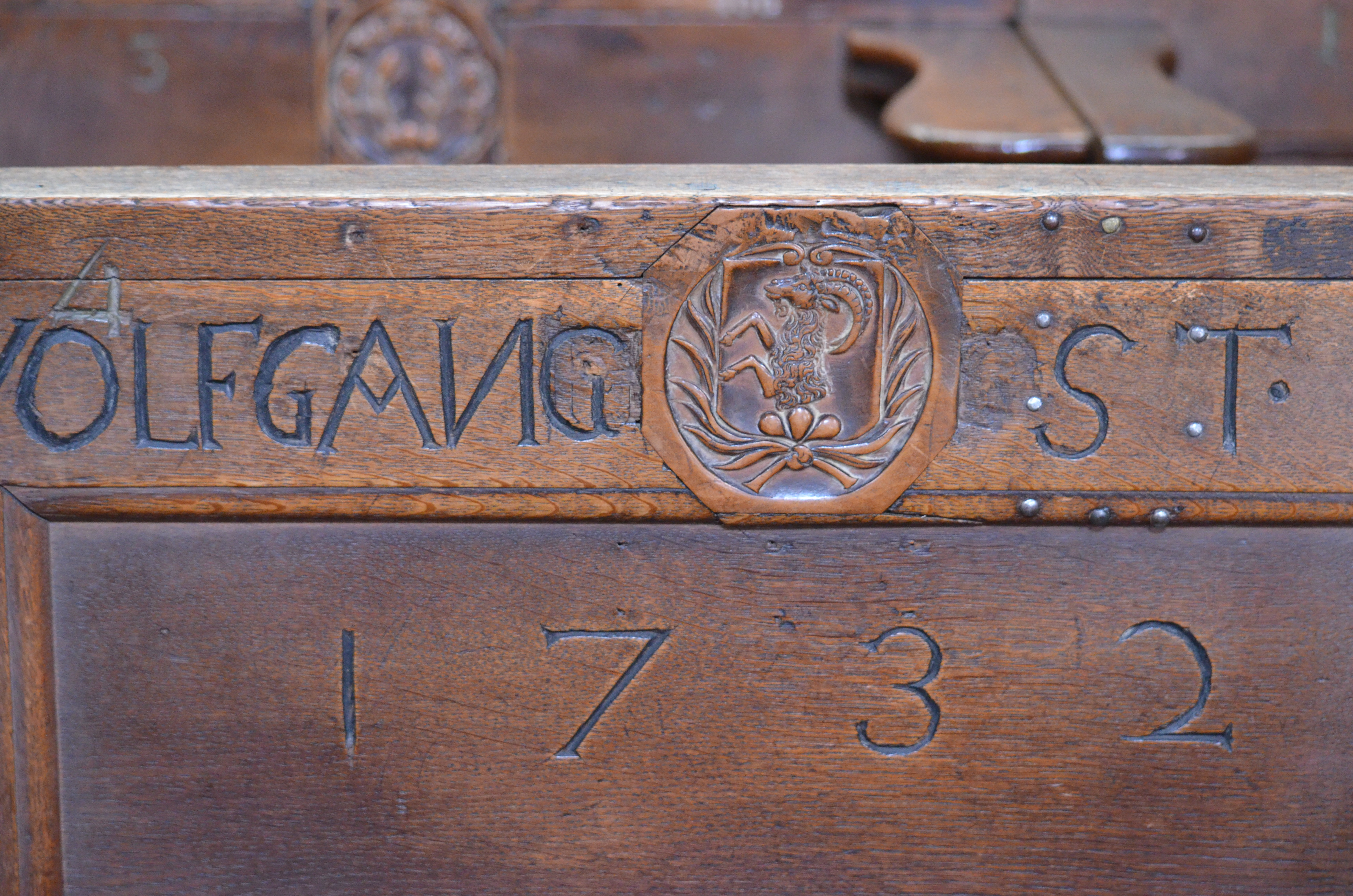
Berner Münster, Kirchenortschild Wolfgang Steiger (1732)

Die Familie von Steiger, mit dem weissen Steinbock im Wappen, ist eine Berner Patrizierfamilie, die seit dem 15. Jahrhundert das Burgerrecht der Stadt Bern besitzt. Die Familie gehört der Gesellschaft zu Ober-Gerwern an.

## Personen
- Hans Steiger (1518–1581), Schultheiss von Bern, Freiherr zu Rolle, Herr zu Münsingen
- Isaak Steiger (1669–1749), Schultheiss von Bern
- Franz Ludwig Steiger (1704–1755), Deutschseckelmeister
- Albrecht Steiger (1723–1793), Mitglied des Grossen Rats zu Bern, Salzdirektor zu Roche, Kastlan zu Zweisimmen
- Karl Friedrich Steiger (1755–1832), Politiker
- Johann Rudolf von Steiger (1789–1857), Offizier in fremden Diensten und Politiker
- Edmund von Steiger (1836–1908), Schweizer Pfarrer und Kantonspolitiker
- Robert von Steiger (1856–1941), Schweizer Maler der Düsseldorfer Schule
- Adolf von Steiger (1859–1925), Schweizer Bundeskanzler
- Hans von Steiger (Hans Karl Ludwig von Steiger; 1859–1945), Schweizer Kupferstecher, Offizier und Kartograf
- Konrad von Steiger (1862–1944), Architekt und Kantonsbaumeister
- Eduard von Steiger (1881–1962), Schweizer Politiker und Bundesrat

## Besitzungen

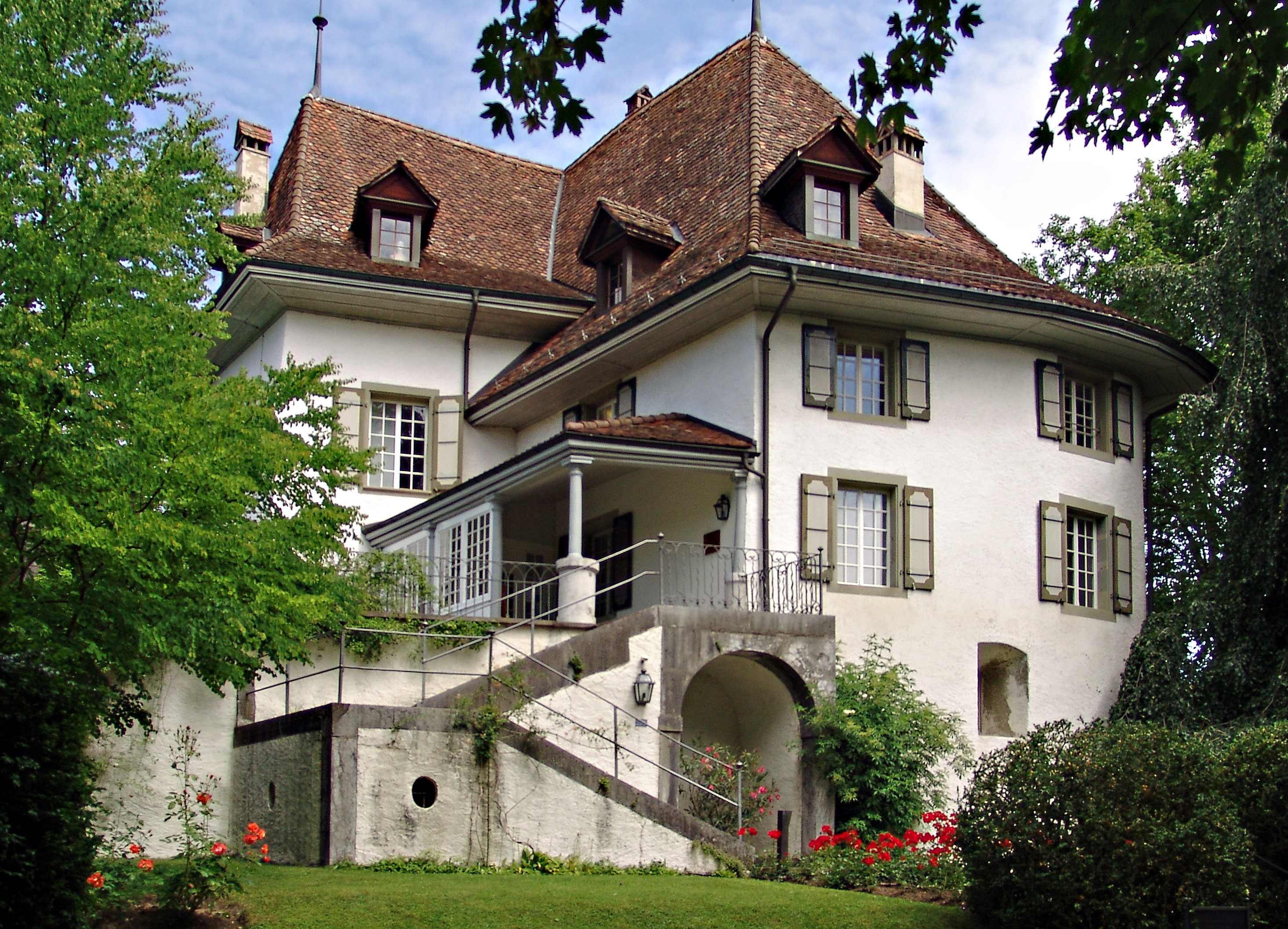
Schloss Münsingen
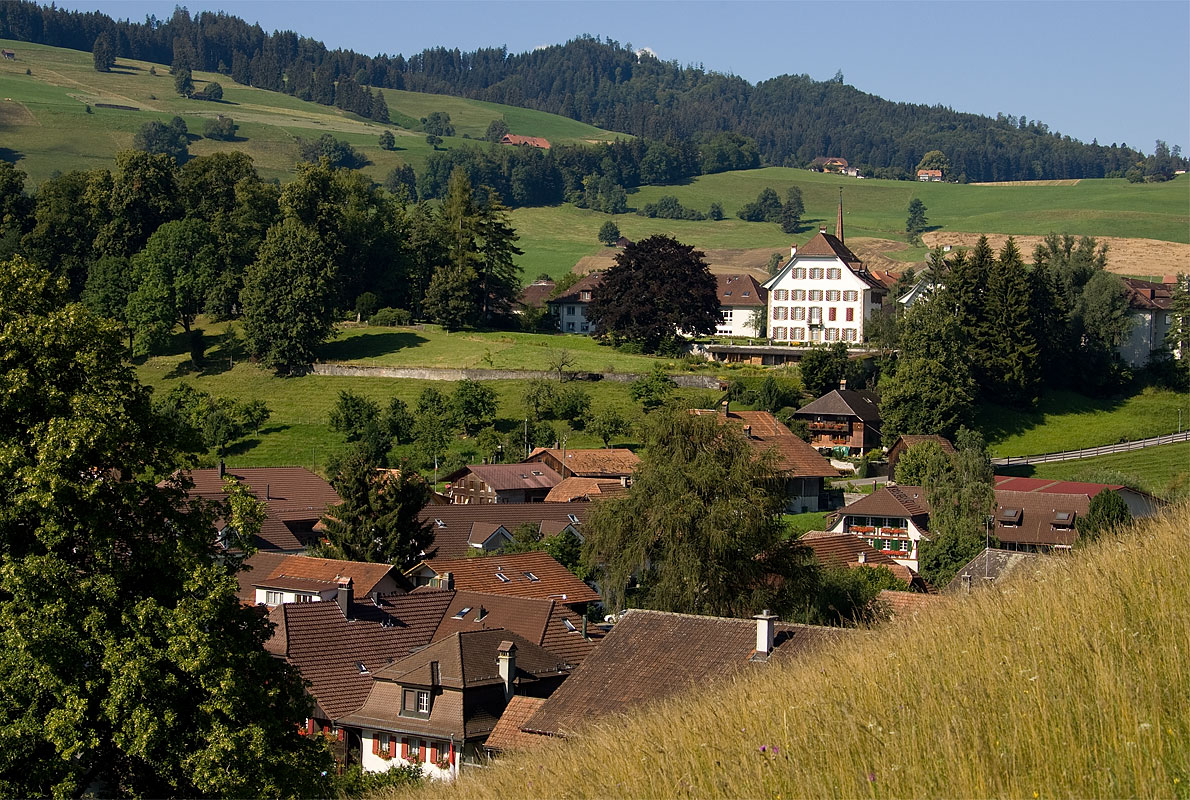
Schloss Riggisberg
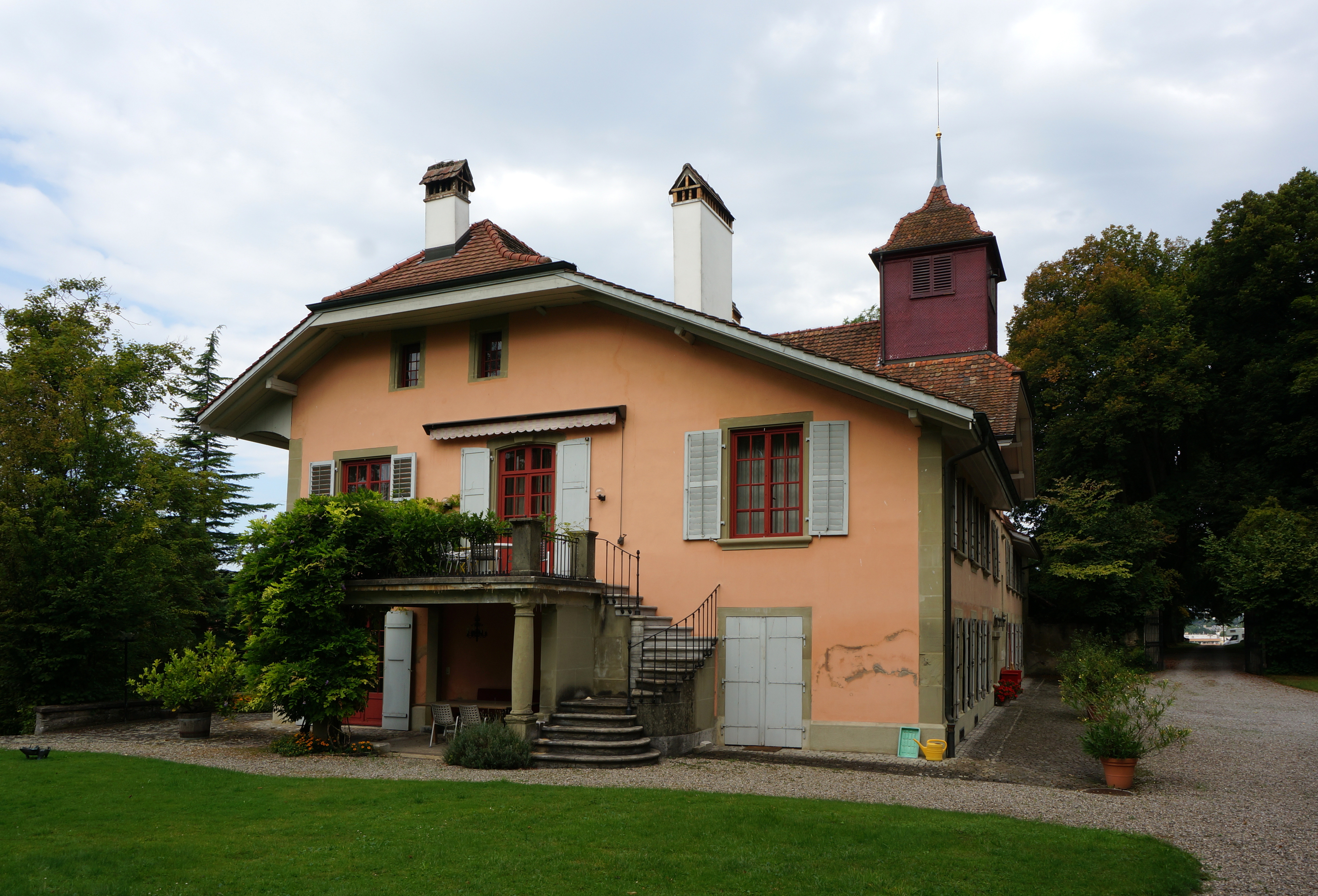
Campagne Rothaus
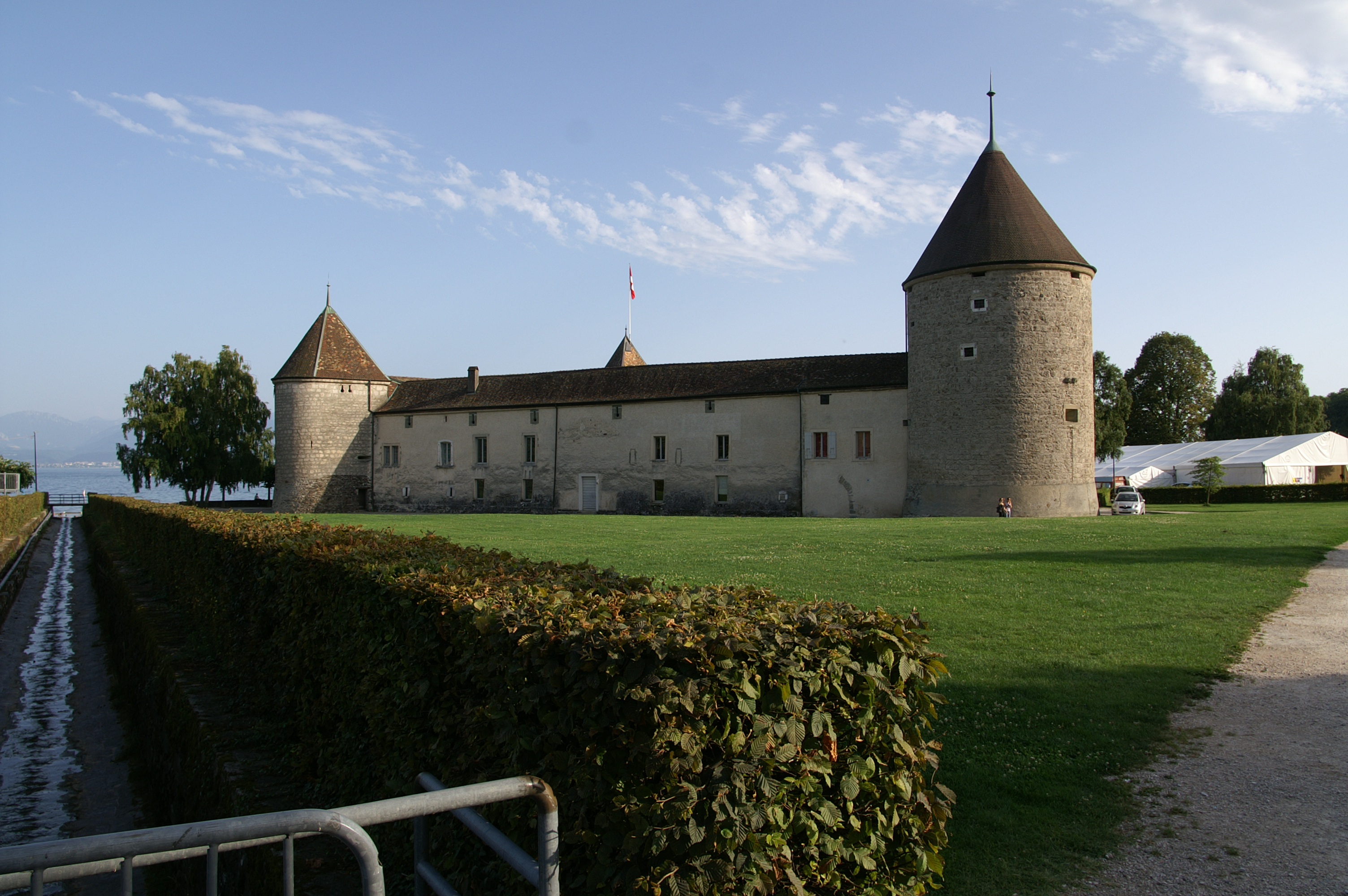
Schloss Rolle